# Dzsigdzsidijn Mönhbat
Dzsigdzsidijn Mönhbat, mongolul: Жигжидийн Мөнхбат (Erdeneszant járás, 1941. június 1. – Ulánbátor, 2018. április 9.) olimpiai ezüstérmes mongol birkózó.

## Pályafutása
Az 1967-es új-delhi világbajnokságon bronzérmes lett. Az 1968-as mexikóvárosi olimpián ezüstérmet szerzett szabadfogás középsúlyban. Részt vett még az 1964-es tokiói és az 1972-es müncheni olimpián is.

## Sikerei, díjai
- Olimpiai játékok
  - ezüstérmes: 1968, Mexikóváros (szabadfogás, 87 kg)
- Világbajnokság – szabadfogás, 87 kg
  - bronzérmes: 1967, Új-Delhi